# Harry James
Harry Haag James, född 15 mars 1916 i Albany, Georgia, död 5 juli 1983 i Las Vegas, Nevada, var en amerikansk trumpetare och orkesterledare.
Fadern var ledare för en orkester vid ett resande cirkussällskap och Harry började vid 10 års ålder att av sin far lära sig spela trumpet. När han var 16 år slog sig familjen ned i Texas och Harry James började spela i olika lokala band. 
I början av 1937 anslöt han sig till Benny Goodmans orkester där han stannade till utgången av 1938. I februari 1939 debuterade James med sitt eget storband i Philadelphia och han fortsatte att turnera med orkestern in på 1960-talet. Hans orkester var den första "som hade ett namn" som engagerade Frank Sinatra.
1943 gifte han sig med skådespelerskan Betty Grable, äktenskapet slutade med skilsmässa 1965. 
Under sin aktiva tid gjorde Harry James ett stort antal skivinspelningar och han medverkade även i ett antal filmer. Hans orkester gjorde sitt sista framträdande den 26 juni 1983 i Los Angeles, Kalifornien och han avled mindre än två veckor senare av cancer i Las Vegas, Nevada.